# Mercury Marquis
Mercury Marquis – samochód osobowy klasy pełnowymiarowej, a następnie klasy wyższej produkowany pod amerykańską marką Mercury w latach 1967–1986.

## Pierwsza generacja

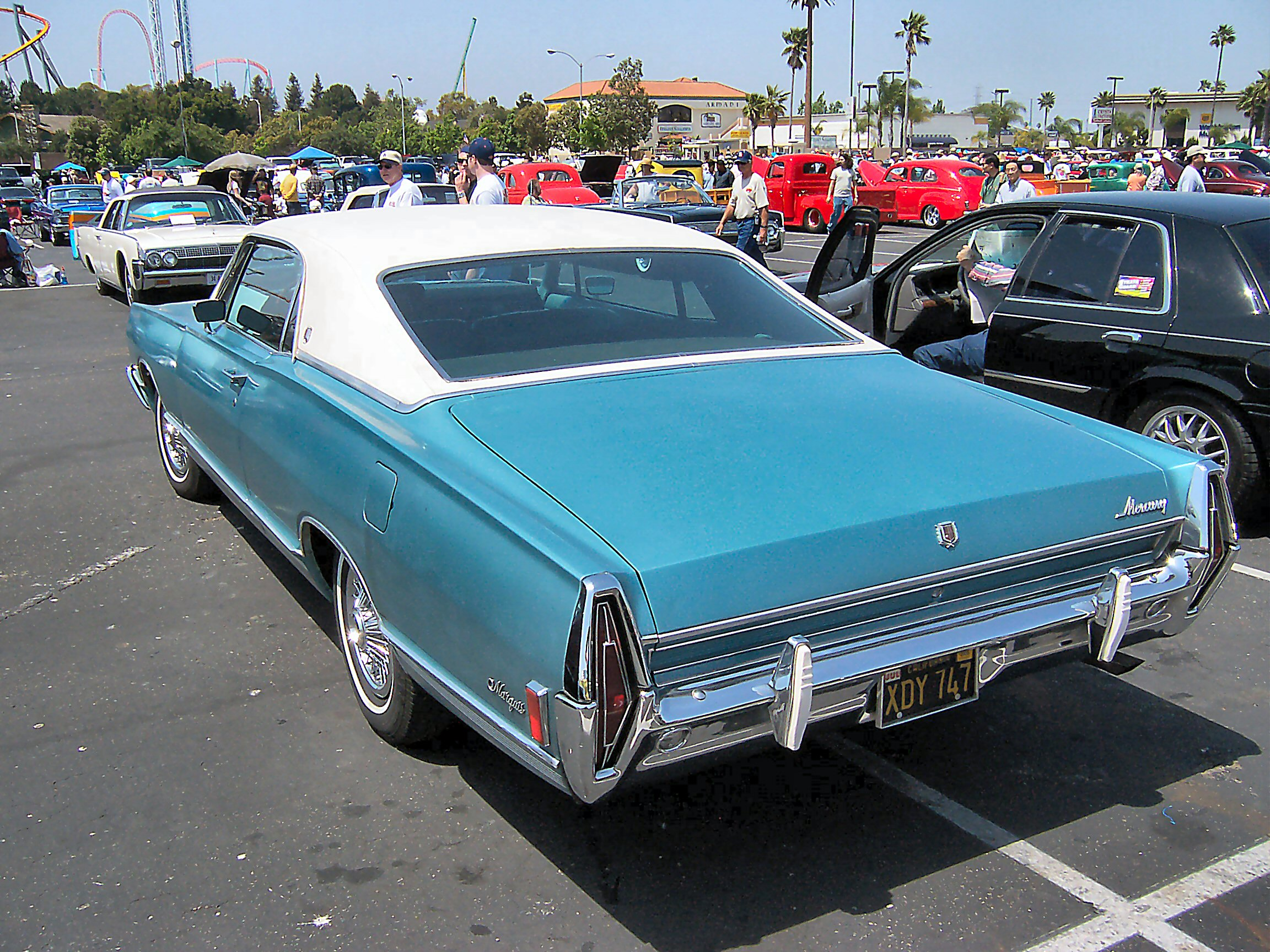
Mercury Marquis I – tył

Mercury Marquis I został zaprezentowany po raz pierwszy w 1967 roku.
3 lata po premierze modelu Ford LTD, amerykański koncern zdecydował się również i poszerzyć ofertę marki Mercury o bliźniaczy model Marquis. Przedstawiona w 1967 roku pierwsza generacja tego dużego pojazdu charakteryzowała się kanciastymi, wyraźnie zaznaczonymi błotnikami i charakterystycznym, cofniętym względem ich pasem przednim z podwójnymi reflektorami.

### Silniki
- V8 4.7l Windsor
- V8 4.9l Windsor
- V8 5.8l Thunderbird
- V8 6.4l Thunderbird
- V8 7.0l Cobra
- V8 7.0l Thunderbird

## Druga generacja

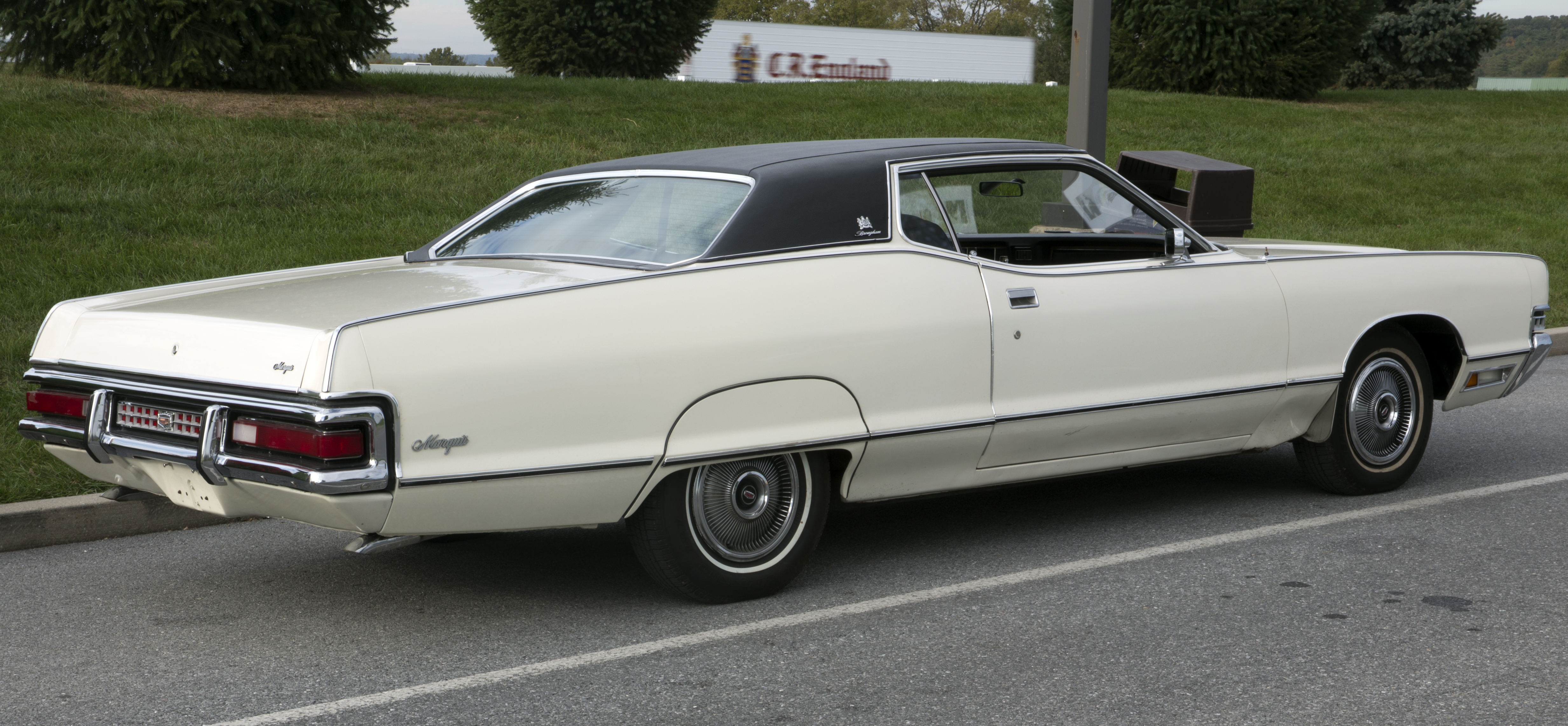
Mercury Marquis II – tył

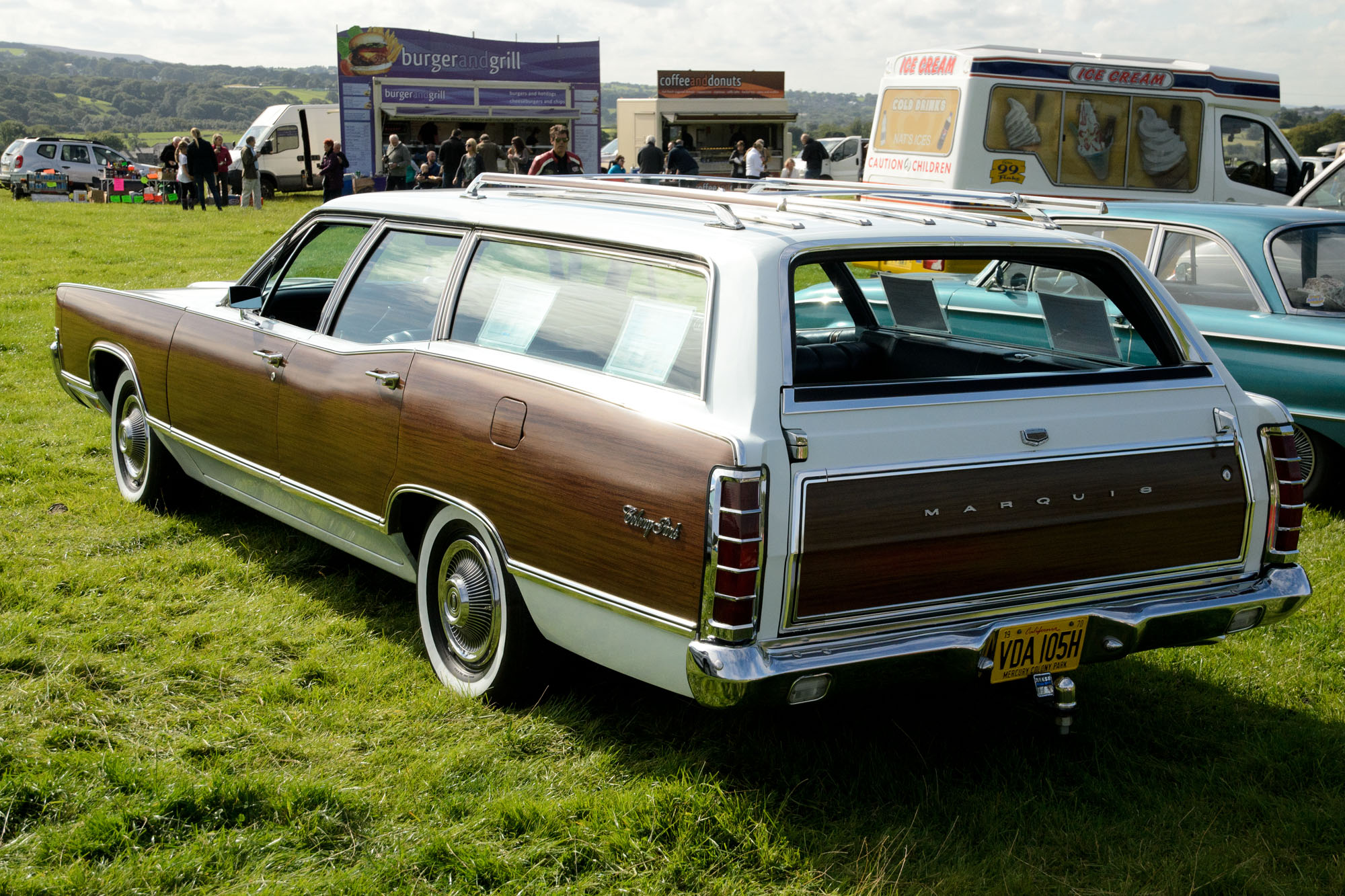
Mercury Marquis II Kombi

Mercury Marquis II został zaprezentowany po raz pierwszy w 1968 roku.
Rok po premierze pierwszej generacji Mercury Marquisa, koncern Ford zdecydował się tym razem opracować jego drugą generację równolegle z nowym wcieleniem Forda LTD.
Charakterystycznymi cechami wyglądu Marquisa drugiej generacji pozostały kanciaste, wyraźnie zarysowane nadkola, jednak pas przedni przeszedł obszerne zmiany. Pojawiły się chowane, prostokątne reflektory umieszczone na obrotowych kloszach, a także nisko osadzona atrapa chłodnicy wykończona chromem.

### Silniki
- V8 4.9l Windsor
- V8 5.8l Cleveland
- V8 5.8l 351M
- V8 6.4l Thunderbird
- V8 6.6l 335
- V8 7.0l 385
- V8 7.5l 385

## Trzecia generacja

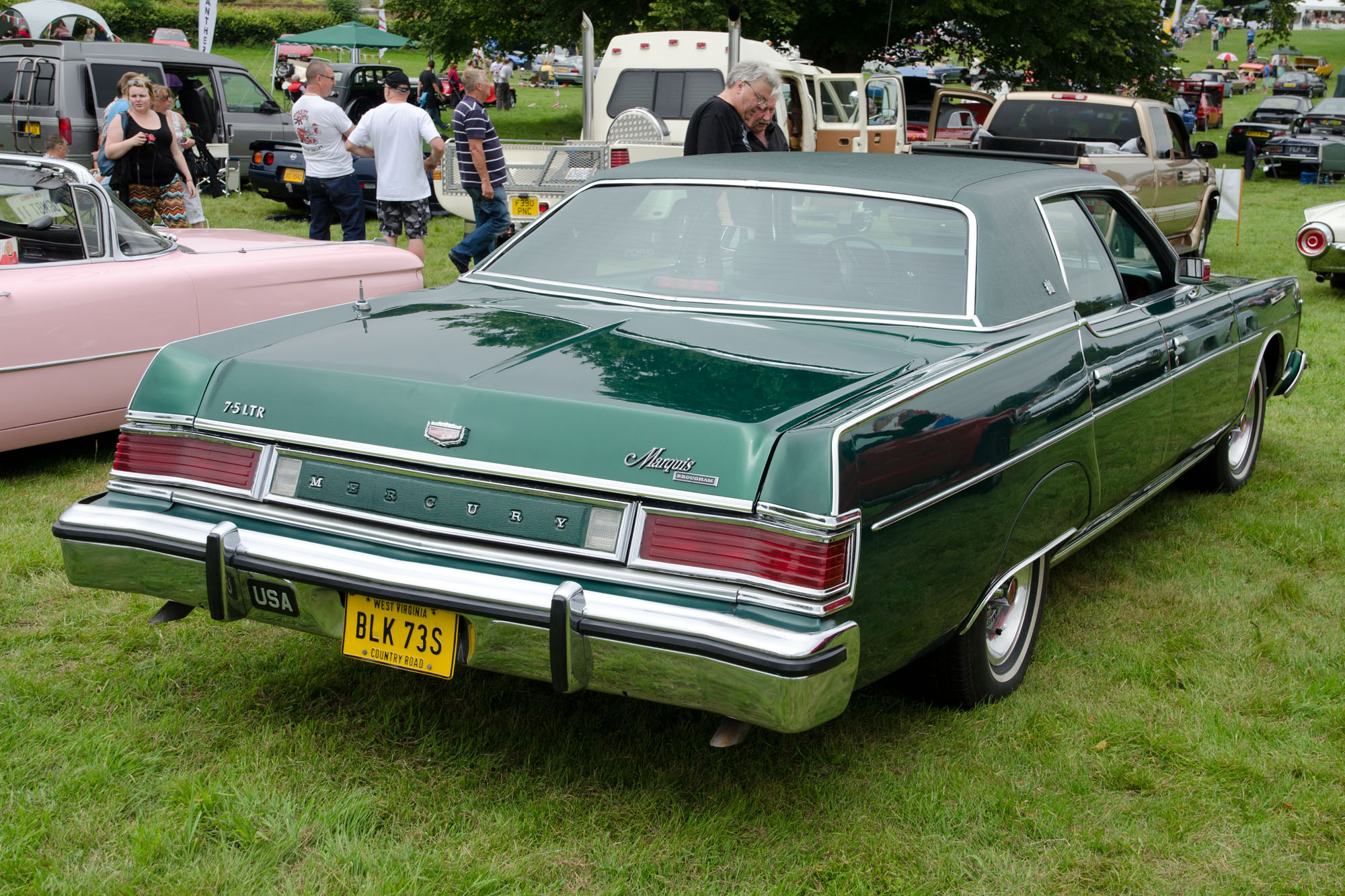
Mercury Marquis III – tył

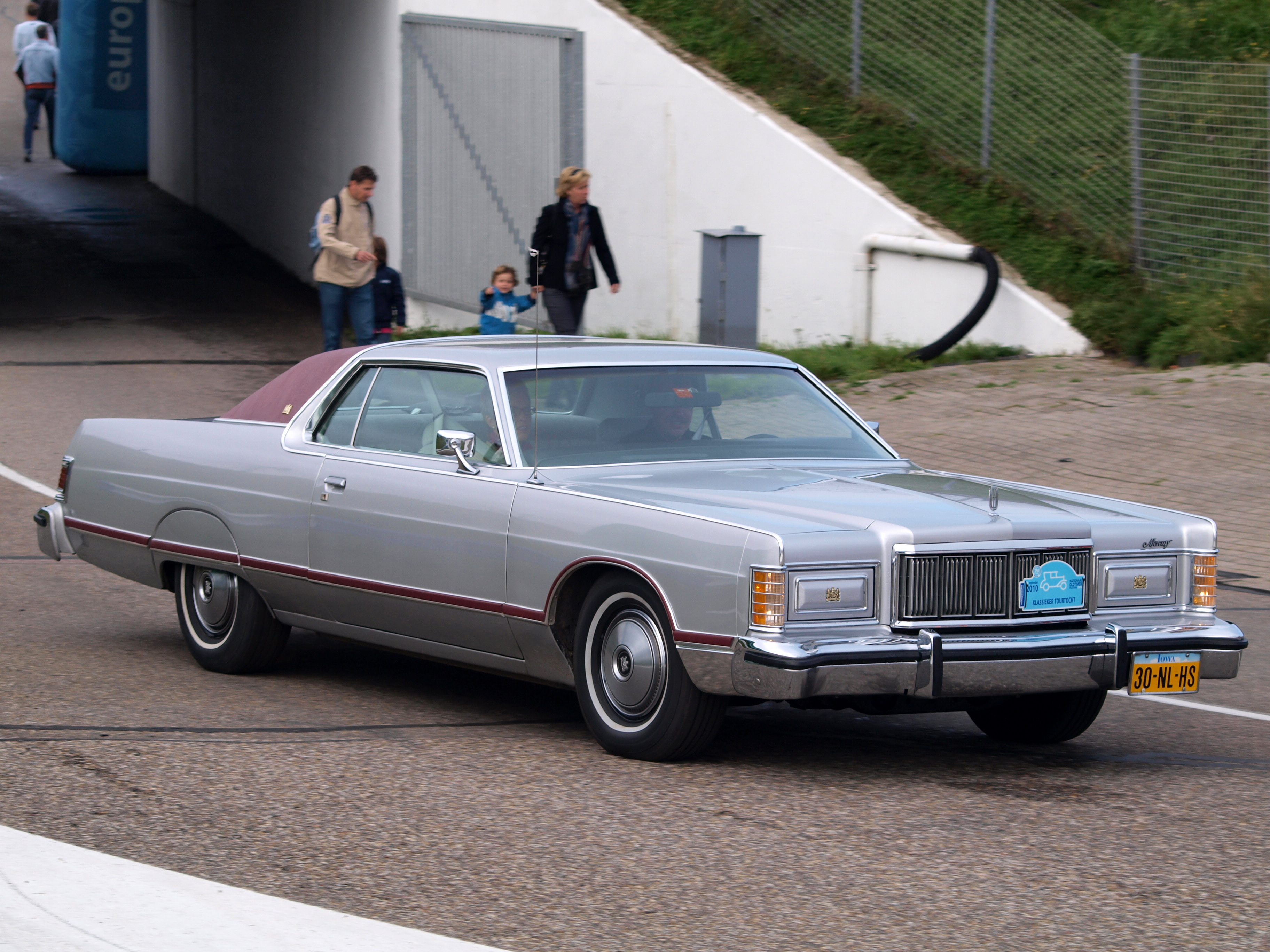
Mercury Marquis III Coupe

Mercury Marquis III został zaprezentowany po raz pierwszy w 1972 roku.
Trzecia generacja Marquisa powstała na zmodernizowanej poprzednika, zyskując gruntownie przeprojektowane nadwozie. Z przodu zniknęły wyraźnie zaznaczone krawędzie błotników na rzecz bardziej zwartej sylwetki.
Jednocześnie zachowano charakterystyczne, chowane reflektory umieszczone na obrotowych kloszach. Pojawiła się do tego duża, chromowana atrapa chłodnicy, a także wyżej położone, podłużne reflektory umieszczone na ściętym pod innym kątem tyle. Z tyłu z kolei pojawiły się charakterystyczne, zabudowane nadkola.

### Silniki
- V8 4.9l Windsor
- V8 5.8l Cleveland
- V8 5.8l 351M
- V8 6.4l Thunderbird
- V8 6.6l 335
- V8 7.0l 385
- V8 7.5l 385

## Czwarta generacja

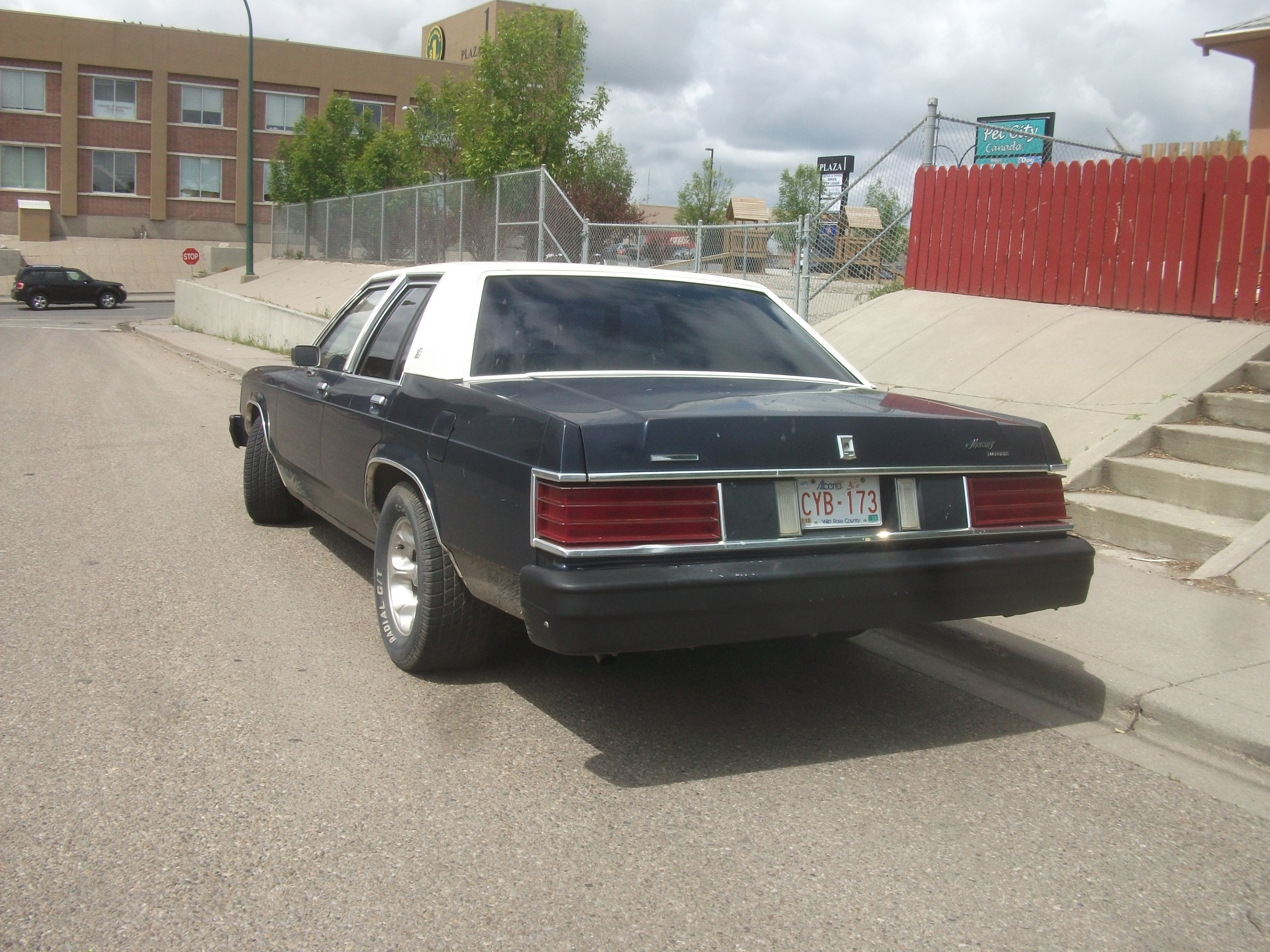
Mercury Marquis IV – tył

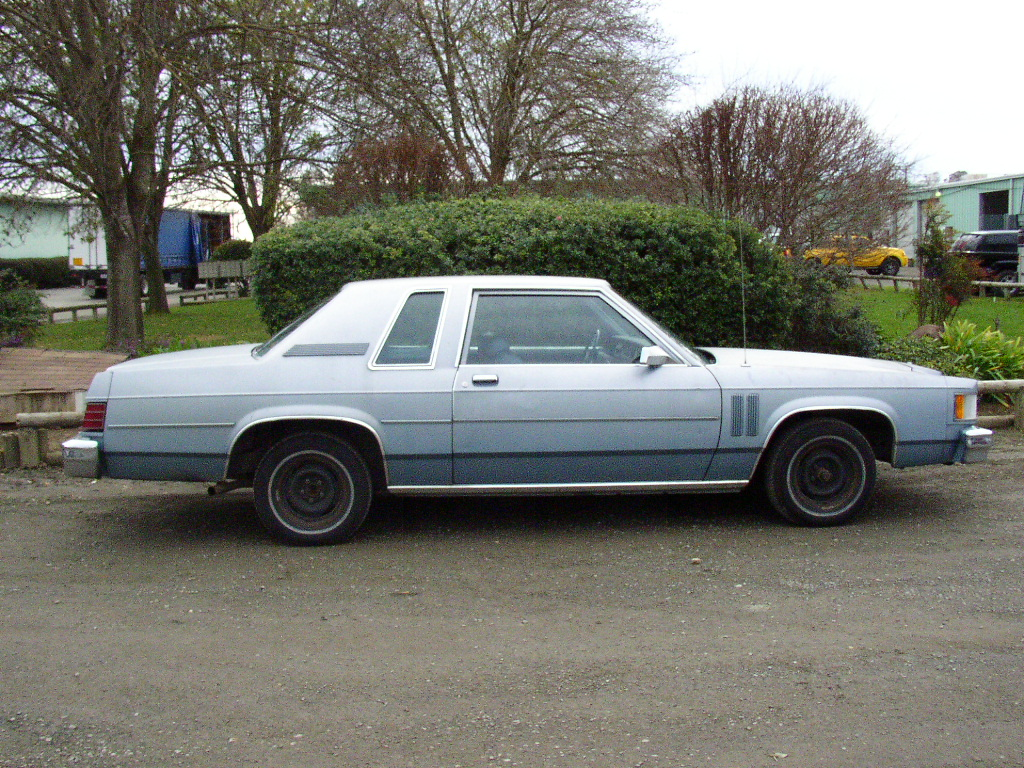
Mercury Marquis IV Coupe

Mercury Marquis IV został zaprezentowany po raz pierwszy w 1978 roku.
Opracowując czwartą generację bliźniaczych modeli Forda i Mercury, samochody oparto na zupełnie nowej platformie Panther. Marquis zachował masywne wymiary, ale zyskał zupełnie nowe proporcje nadwozia z podłużnym przodem oraz bardziej kanciastą sylwetką nadwozia.
Z przodu pojawiły się klasyczne, prostokątne dwuczęściowe reflektory, za to z tyłu umieszczono prostokątne, szerokie lampy. Opcjonalnym rozwiązaniem było dwukolorowe malowanie nadwozia.

### Silniki
- V8 4.2l Windsor
- V8 4.9l Windsor
- V8 5.8l Windsor

## Piąta generacja

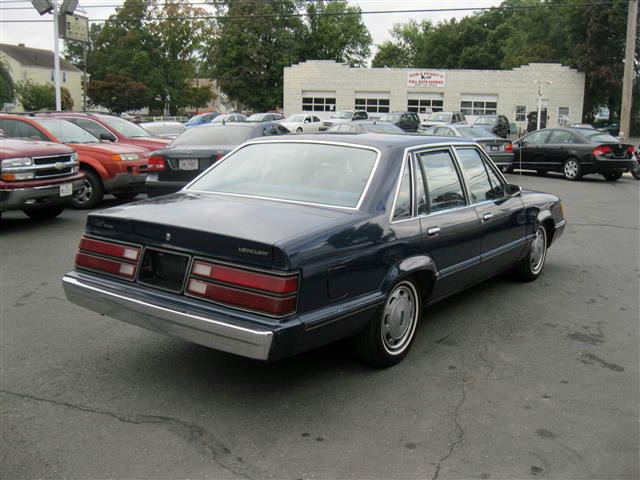
Mercury Marquis V – tył

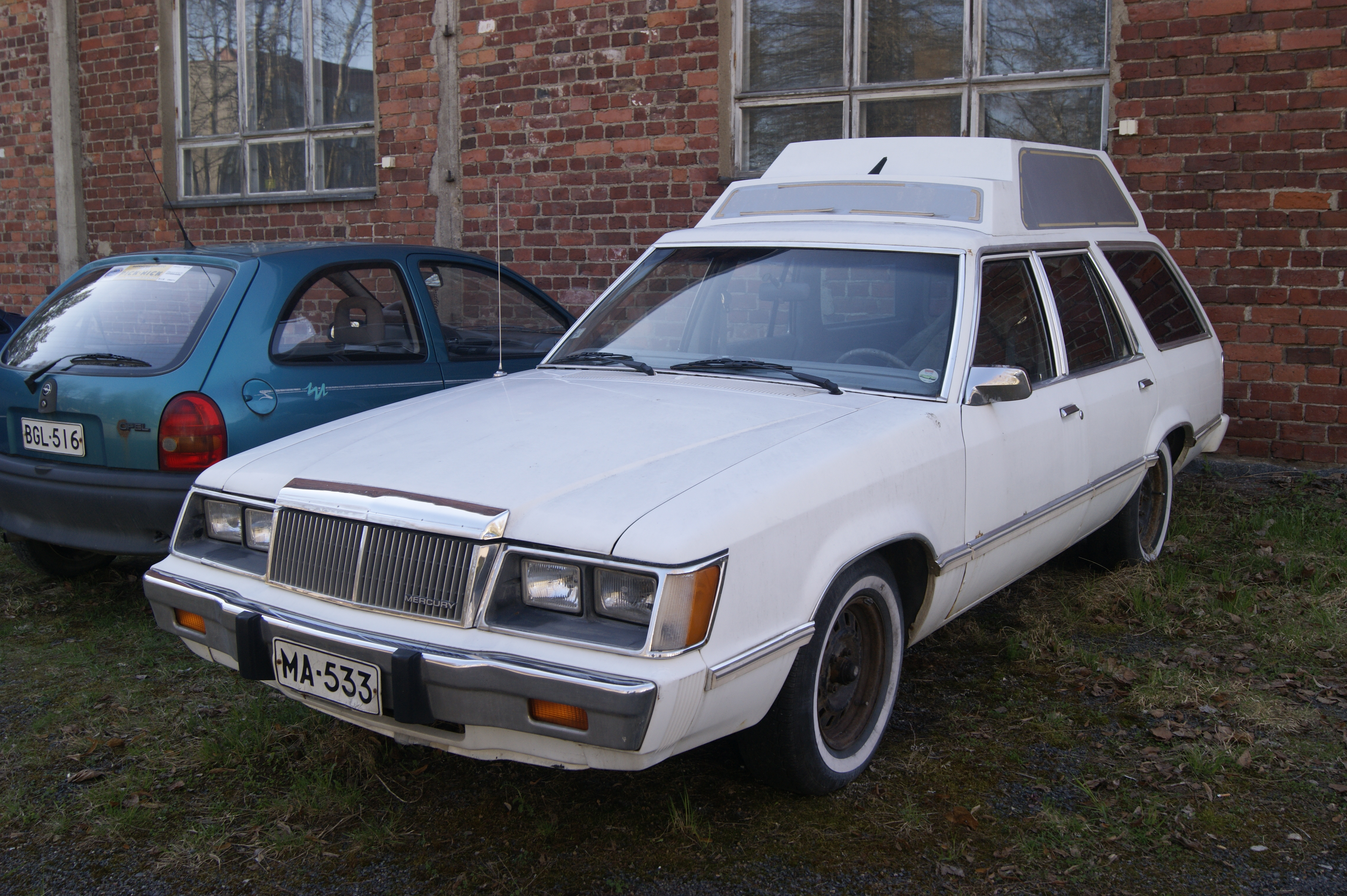
Mercury Marquis V Kombi

Mercury Marquis V został zaprezentowany po raz pierwszy w 1982 roku.
Przy piątej i jednocześnie ostatniej generacji Mercury Marquis, koncern Ford, podobnie jak w przypadku bliźniaczego Forda LTD, zdecydował się przyjąć zupełnie nową koncepcję. Poprzednią, czwartą generację zastąpił nowy model Grand Marquis, za to Marquis został zdegradowany do mniejszego modelu pozycjonowanego w klasie wyższej.
Nadwozie zachowało stonowane proporcje, z licznymi chromowanymi ozdobnikami i podobnymi akcentami stylistycznymi, jak w przypadku poprzedniego, większego modelu.

### Koniec produkcji i następca
Po 4 latach produkcji, czwarta generacja Mercury Marquis została zakończona w 1986 roku na rzecz zupełnie nowego modelu – Sable. Tym samym, linia modelowa Marquis zniknęła z rynku, za to niezależna Grand Marquis pozostała w sprzedaży aż do końca istnienia marki Mercury w 2011 roku.

### Silniki
- L4 2.3l Lima
- L6 3.3l Thriftpower
- V6 3.8l Essex
- V8 4.9l Windsor